# Soligorskopterus tchepeliensis
Soligorskopterus tchepeliensis — вид ракоскорпіонів родини Stylonuridae, що існував у пізньому девоні, 372—359 млн років тому. Рештки знайдені у Білорусі у місті Солігорськ. Soligorskopterus сягав завдовжки 34 см.